# Луйґу
Лу́йґу (ест. Luigu küla) — село в Естонії, у волості Ляене-Ніґула повіту Ляенемаа.

## Населення
Чисельність населення на 31 грудня 2011 року становила 36 осіб.

## Географія
Велику частину території, що належить селу Луйґу, займає Палівереське болото (Palivere raba). Через село тече річка Таебла (Taebla jõgi).
Луйґу відокремлене від селища Палівере автошляхом 9 (Еесмяе — Хаапсалу — Рогукюла). Через населений пункт проходить дорога 16161 (Палівере — Кеедіка)

## Історія
Під час адміністративної реформи 1977 року село Луйґу було ліквідовано, а його територія відійшла до сусідніх сіл. З 1998 року село відновлено як окремий населений пункт.
До 27 жовтня 2013 року село входило до складу волості Таебла.